# ブルサン山
ブルサン（英語: Mount Bulusan）は、フィリピン・ルソン島の南部ビコル地方ソルソゴン州にある活火山。標高は1559m。

## 概要
ルソン島にある火山でも最も南に位置し、火山活動は活発である。最近の噴火は2011年の2月に起きた噴火だが、それ以前にも噴火していて、1885年に噴火が確認されて以来15回以上噴火している。

## 直近の活動

### 2011年の噴火
2月21日午前に噴火。大量の火山灰などを含んだ噴煙は火口から2000m以上の上空に噴き上げ、その影響で周辺地域は約20分も暗くなった。フィリピン政府は、火山の周辺の丘陵地帯に住む住民2000人を避難させ、火山から半径4kmの範囲を立ち入り禁止にした。